# كيم فوس
كيم فوس (بالإنجليزية: Kim Voss)‏ هي عالمة اجتماع ومؤرخة أمريكية، ولدت في 1952.